# Karriär
Karriär är en persons utveckling inom arbetslivet. Att göra karriär kan innebära olika saker, såsom att
- klara av mer specialiserade och svåra uppgifter (funktionell karriär)
- klara fler och fler olika typer av arbetsuppgifter (utvidgande karriär)

Med karriär menar man ofta att avancera på sin arbetsplats och sin position för att nå högre lön och mer ansvar. Ofta är karriär kopplat till utbildning och kompetensutveckling. Byte av anställning är ett annat vanligt sätt att avancera i karriären.